# Aloke Lohia
Aloke Lohia (ur. 1958 w Kolkacie) – indyjski przedsiębiorca, założyciel i prezes Indorama Ventures z siedzibą w Bangkoku, największego na świecie producenta polimerów PET.
Jego majątek szacowany był w 2021 r. na 2,3 mld USD.